# 徐三畏
徐三畏（1548年—1608年），字子敬，號理齋，直隸河間府任丘縣民籍浙江錢塘縣人，明朝政治人物。

## 生平
萬曆元年（1573年）順天府鄉試第九名。萬曆五年（1577年）丁丑科會試第一百十一名，登進士第三甲第九十六名。初授陝西扶風縣知縣，萬曆十一年八月，選戶科給事中，十二年八月，升陕西僉事，十五年升河南右參議，分守河北道，管理河内、武陟一带的黄河沁河分流疏通，修筑河堤。十六年十二月升本省副使、兵备磁州，十八年七月升陕西右參政兼佥事，西路兵备，丁憂歸。二十年五月復補陕西西宁分巡道，二十一年閏十一月升山西按察使，住札左卫，二十三年十月調驻阳和兵备，加升布政使。二十六年七月，升都察院右佥都御使，巡抚甘肃。二十九年二月，以甘肃大捷杀敌功，松山恢复创建功，升通议大夫、都察院右副都御史，七月加升兵部右待郎。三十四年春，加升兵部尚書銜兼右副都御史，總督陕西三邊軍務，兼理粮饷。加太子少保。三十六年（1608）九月卒。

## 家族
曾祖父徐縉；祖父徐瓛；父親徐好宜。母田氏。永感下。